# Rio Drá
O rio Drá (em árabe: درعَا; romaniz.: drā; em berbere: Asif en Dra; romaniz.: ⴰⵙⵉⴼ ⴻⵏ ⴷⵔⴰ; em árabe marroquino: واد درعة; romaniz.: wad dərʿa), também escrito Draa, Dra ou Drâa, em fontes mais antigas Darha ou Dara, é o rio mais longo de Marrocos, com 1 100 km de comprimento, definindo parte da fronteira entre Argélia e Marrocos. Formado pela confluência dos rios Dadès e Imini, corre do Alto Atlas na direção sudeste até Tagunite e, a partir dali, rumo ao oeste até desaguar no oceano Atlântico, na altura do cabo Drá, próximo a Tan-Tan. Na maior parte do ano, a porção do Drá a jusante de Tagunite é seca. Sua água é usada para irrigar palmeirais e pequenas áreas de horticultura.
Com 23 000 km², o vale do Drá possui uma população de 225 000 habitantes e corresponde à província marroquina de Zagora, criada em 1997 na região de Souss-Massa-Drá.
Na primeira metade do século XX parte do seu curso marcava a fronteira entre o Protetorado Francês em Marrocos e a zona meridional do Protetorado Espanhol. Hoje parte do seu curso superior define a fronteira Argélia-Marrocos.
O rio abre passagem entre os montes Saghro e Siroua, no maciço do Antiatlas, escavando o desfiladeiro de Jenegue Tagia. Após isso, banha a cidade de Agdz, onde começa o vale do Drá propriamente dito. Durante os 200 km seguintes converte-se numa espécie de série de oásis, cheio de palmeirais e hortas, contrastando fortemente com as secas montanhas avermelhadas circundantes. O vale é dominado por alcáceres (ksur ou ksar - castelo, fortaleza) construídos em adobe. Destacam-se Zagora e M'hamid, a chamada porta do deserto situada no final do vale. Também Tamenougalt, antiga capital dos amazigues (berberes), os primeiros povoadores de Marrocos. Entre 100 000 e 200 000 pessoas vivem hoje no vale, dedicadas fundamentalmente à agricultura.
O Drá é um curso de água singular: no século X era o mais longo rio de Marrocos, percorrendo um caminho do Alto Atlas para sul pelo que hoje é a fronteira entre Argélia e Marrocos em cerca de 390 km, para depois infletir para oeste, durante centenas de quilómetros, e desaguar no Atlântico. Porém, em mil anos as condições climáticas alteraram-se fortemente, de modo que hoje as suas águas infiltram-se nas areias do deserto depois de M'hamid e seguem o curso de forma subterrânea, dirigindo-se em mais de 600 quilómetros até ao oceano. Hoje em dia, só em anos de chuva excecional é que o Drá regressa ao seu antigo leito.
No vale são cultivadas predominantemente palmeiras, produtoras de tâmaras, mas também cereais, legumes, hena e diversas espécies de árvores de fruto como tamarindos, além de loureiros e acácias.
O seu curso médio e a sua foz são considerados sítios Ramsar.